# Casa-fàbrica Abril-Vila
La casa-fàbrica Abril-Vila era un conjunt d'edificis situats al barri de Santa Caterina de Barcelona, avui desapareguts.

## Història i descripció
El 1789, Agustí de Moreno i Montfar, assessor de la Reial Intendència del Principat, va establir en emfiteusi una finca que ocupava bona part de l'illa al fabricant d'indianes Salvador Abril a cens de 100 lliures anuals i una entrada de 13.100. Tot seguit, Abril va presentar un projecte de reforma i remunta d'un pis a la plaça de Marquilles cantonada amb el carrer de Gatuelles (un edifici amb una façana amb elements típics del segle xviii, com els balcons i les finestres amb ampits de pedra), així com també de reedificació del frontis del carrer dels Metges. Tanmateix, va morir poc després, i el 1790, la seva vídua Tecla Sadó va presentar-ne un nou projecte amb planta baixa, entresol i quatre pisos.

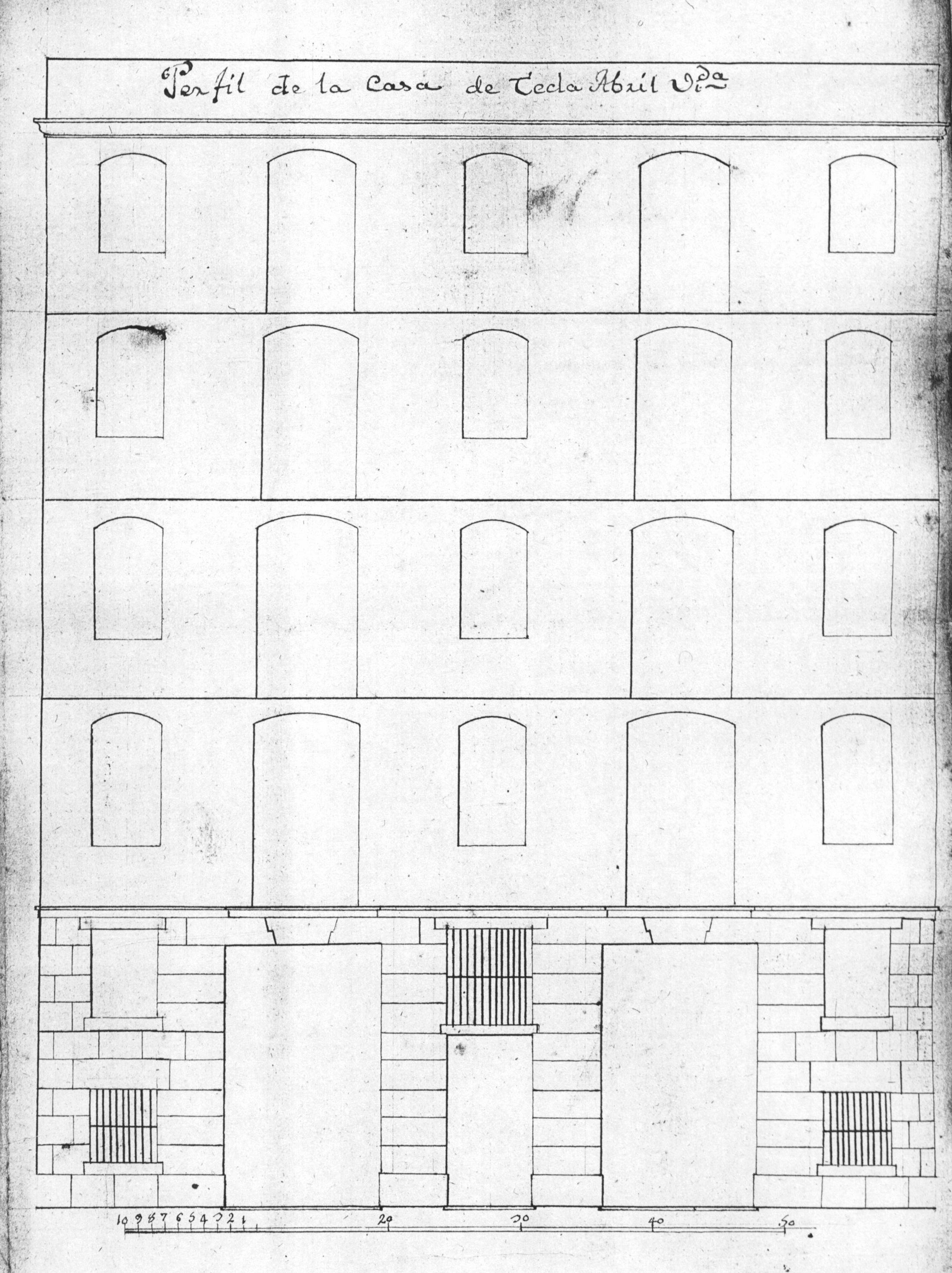
Projecte de façana al carrer dels Metges (1790)

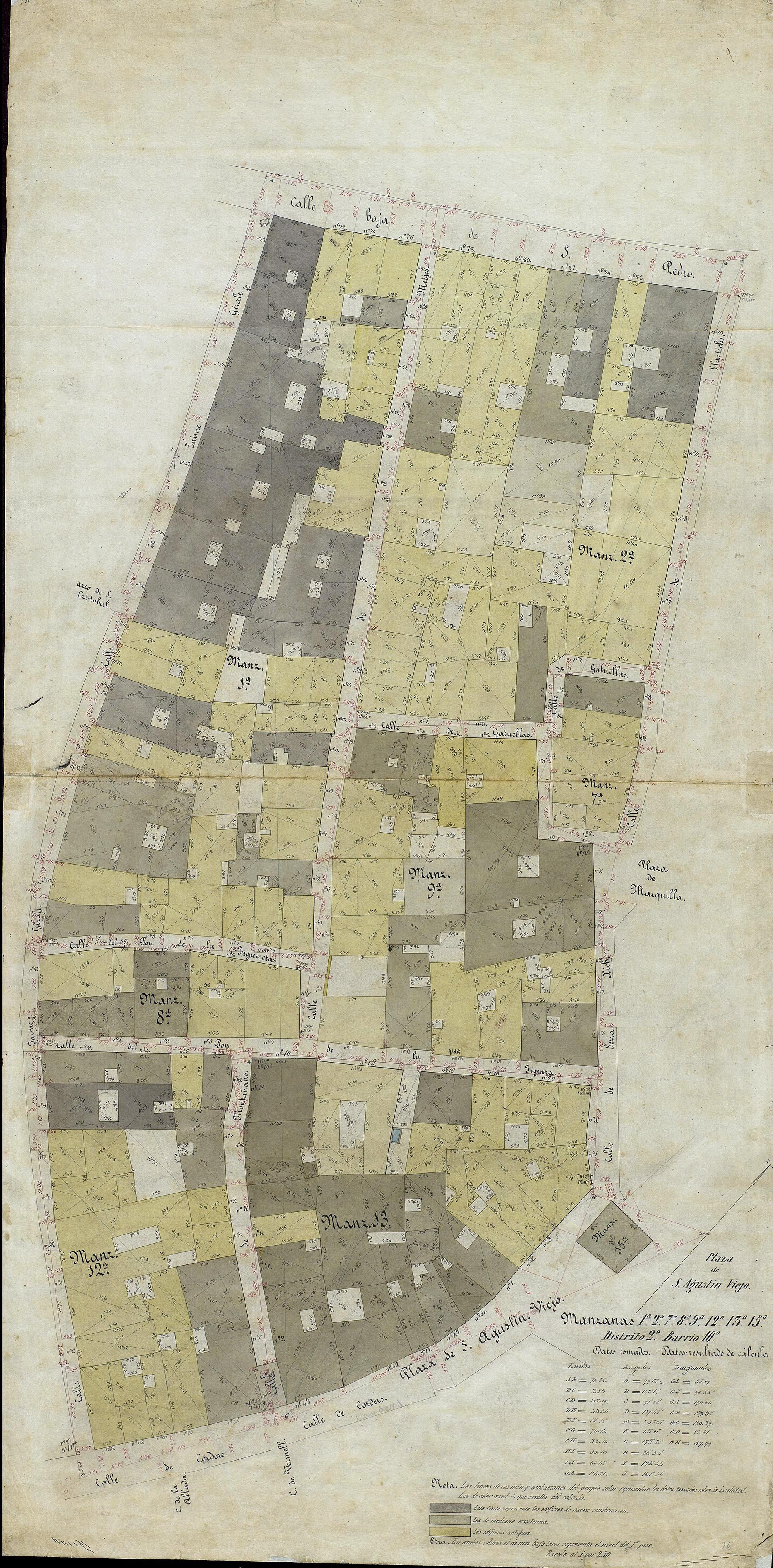
Quarteró núm. 26 de Garriga i Roca (c. 1860)

Després de diverses vicissituds, la meitat indivisa de la propietat va quedar en mans d'Isabel Puig i Piñol, vídua del constructor de carros Josep Sadó i Sala, i l'altra meitat en la del blanquer i assaonador Agustí Vila i Pujal (†1861), casat amb Maria Puig i Oliva (†1867). Isabel Puig va morir el 1843, i a principis de l'any següent, els seus hereus i Agustí Vila es van repartir la propietat, quedant-se aquest amb l'edifici de la plaça de Marquilles, on va demanar permís per a obrir una porta d'escala al carrer de Gatuelles, segons el projecte de l'arquitecte Josep Vilar. L'edifici del carrer dels Metges (on hi havia un obrador de tintoreria) quedà en mans de Joan Sabater i Puig, nebot d'Isabel, i del tintorer Joan Buxareu i la seva esposa Llúcia Bofill i Puig, a parts iguals. El 1866, després de la mort sense fills de tots ells, bo i seguint-ne les disposicions de la testadora, passà a mans de la Casa Municipal de la Misericòrdia i dels arxivers de Sant Pere de les Puel·les.
Agustí Vila tenia una adoberia de pells a l'edifici veí del carrer d'en Serra Xic (antigament plaça de Marquilles), 11, de planta baixa i quatre pisos, amb una finestra i una finestra balconera en cadascun d'ells, que dataria de mitjans del segle xviii. El 1861, l'hereu Agustí Vila i Puig (1833-1906) es va casar amb Amèlia Bassols i Vilallonga, natural de Figueres, i per donació als capítols matrimonials va esdevenir propietari de la finca del carrer del Pou de la Figuera, 13, (adquirida el 1835 pel seu pare a Esteve Figueras) on també hi havia una adoberia, que el 1862 va fer reedificar amb planta baixa i quatre pisos segons el projecte del mestre d'obres Pau Jambrú.
Finalment, tota aquesta illa va ser enderrocada a finals del segle xx, afectada pel PERI del Sector Oriental del Centre Històric de Barcelona (barris de Sant Pere, Santa Caterina i la Ribera).